# 622년

## 연호
- 당(唐) 무덕(武德) 5년
- 신라(新羅) 건복(建福) 39년

## 기년
- 당(唐) 고조(高祖) 5년
- 신라(新羅) 진평왕(眞平王) 44년
- 고구려(高句麗) 영류왕(榮留王) 5년
- 백제(百濟) 무왕(武王) 23년

## 사건
- 헤지라 : 무함마드가 박해를 피하여 야드리브(후에 메디나)로 이주
- 동로마 제국의 황제 헤라클리우스, 사산조 페르시아를 아나톨리아에서 격파하다.
- 4월 5일 - 동로마 제국의 황제 헤라클리우스가 대페르시아 원정을 시작하다.
- 이슬람교가 반투족을 대상으로 선교를 시작하다.